# アポカリプト
『アポカリプト』（原題: Apocalypto）は、2006年のアメリカのアクション・アドベンチャー映画。監督はメル・ギブソン。R-15指定作品。

## 概要
アポカリプス（Apocalypse）は、キリスト教においての黙示。または新約聖書のヨハネ黙示録。転じて「世界の終末」「大災害」をも意味する。
スペイン人侵略直前のユカタン半島を舞台に、生贄にされそうになった捕虜の脱走と生き残りを掛けた逃走を描く。全編通じて、マヤ語を使った映画となっている。
宣伝の際には「マヤ文明の衰退を描く作品」として宣伝されていたが、マヤ文明自体の衰退は描かれておらず、作品は終始逃走活劇である。
米国では、激しい暴力シーンが続くことからR指定作品となった。

## あらすじ
16世紀のユカタン半島。ジャガー・パウ(ジャガーの足)は森に住む小さな部族の長(おさ)の跡取り息子として、臨月の妻と幼い長男と共に暮らしていた。仲間たちと狩りをし、穏やかに暮らす部族。だが、村は凶暴なマヤ戦士の一団に襲われた。森の向こうには巨大なピラミッドを有するマヤの王国が存在したのだ。
村外れの深い縦穴に妻子を隠すジャガー・パウ。だが、自身は捕虜となり、仲間と共にマヤの王国に連行された。不作続きの天候不順から救われるために神への生け贄として捕虜を殺し続けるマヤの神官。ジャガー・パウの番が来た時に太陽は皆既日食を起こした。再び輝き出した太陽を見た神官は、「祈りは聞き届けられた」と、生け贄の儀式を終了した。
命拾いしたものの、戦士たちの訓練の標的として殺されて行く仲間たち。俊足を活かして逃げ延びたジャガー・パウを、戦士の一隊が追跡して来た。森の黒豹に襲われたり、ジャガー・パウの反撃によって一人づつ死んで行く戦士たち。故郷の村に帰り着いたジャガー・パウは、追っ手を妻子のいる縦穴から遠ざけるために、近くの海辺まで走り続けた。海岸で、上陸して来るスペイン船団の一行を見かけるジャガー・パウ。追っ手たちは追跡を忘れ、見たこともない帆船や白人の方へ引き寄せられて行った。
縦穴から脱出できずにいた身重の妻と幼い息子は、豪雨で流れ込んで来た水で溺れ死にかけていた。深い水の中で出産する妻。駆け戻ったジャガー ・パウは妻子を助け出し、スペイン人を見に行くこともせずに深い森の中に消えて行った。

## キャスト
※括弧内は日本語吹き替え
- ジャガー - ルディ・ヤングブラッド（英語版）（高橋広樹）
- セブン - ダリア・エルナンデス（甲斐田裕子）
- ミドル・アイ - ヘラルド・タラセーナ（東地宏樹）
- ゼロ・ウルフ - ラオウル・トルヒーヨ（飯塚昭三）
- 若い女性 - マイラ・セリヴルオ
- ブランテッド - ジョナサン・ブリュワー
- フリント・スカイ - モリス・バードイエローヘッド

## 評価
非英語作品、出演俳優は無名揃い、レイティングがR指定、そして公開前に監督のメル・ギブソンの逮捕とユダヤ人蔑視発言などの騒動も起こったが、それにも関わらず全米で、公開初週の週末（2006年12月8日 - 10日）の興行収入は初登場1位を記録した。前述した監督の不祥事事件がプラスになったのではとも言われている（事件についてはメディアによって連日報道されていた）。しかし、スタートの週末に稼ぎ出した興行収入（約1500万ドル）は監督の前作『パッション』と比べると、低調である。
映画評論家の町山智浩は「この作品のストーリー構成や演出は、コーネル・ワイルド監督が66年に発表した映画『裸のジャングル』（原題: The naked prey）の影響が顕著であり、重要なシーンは完全に盗作と言ってよいほど似通っている」と評論している。

### 受賞・ノミネート
第79回アカデミー賞
- ノミネート：メイクアップ賞
- ノミネート：音響編集賞
- ノミネート：録音賞

第64回ゴールデングローブ賞
- ノミネート：外国語映画賞

第60回英国アカデミー賞
- ノミネート：外国語映画賞

第12回放送映画批評家協会賞
- ノミネート：外国語映画賞